# 토마스 롤랜드슨
토마스 롤랜드슨(Thomas Rowlandson, 1757년 7월 13일 ~ 1827년 4월 21일)은 영국의 화가이다. 조지 시대의 캐리커처로 유명하다. 많은 양의 사회적이고 정치적인 풍자화를 그렸으며 소설, 유머 서적과 지도의 삽화를 작업하였다. 데번셔 공작부인, 윌리엄 피트와 나폴레옹 보나파르트 등이 그의 캐리커처로 그려졌다.